# Budweitschen (Kirchspiel Szittkehmen)
Budweitschen (Kirchspiel Szittkehmen) (1938 bis 1946: Altenwacht, litauisch Budvaičiai) war ein kleines Dorf im Gebiet der jetzigen russischen Oblast Kaliningrad. Die verwaiste Ortsstelle befindet sich heute im Gebiet der Prigorodnoje selskoje posselenije (Landgemeinde Prigorodnoje (Petrikatschen), 1938 bis 1946 Schützenort) im Rajon Nesterow (Kreis Stallupönen/Ebenrode).

## Geographische Lage
Budweitschen lag am Südostrand der Rominter Heide (russisch: Krasny Les) an einer Nebenstraße, die die Stadt Stallupönen (1938 bis 1946: Ebenrode, russisch: Nesterow) über Pillupönen (1938 bis 1946: Schloßbach, russisch: Newskoje) mit Szittkehmen (1936 bis 1938: Schittkehmen, 1938 bis 1946: Wehrkirchen, russisch: Saslonowo, polnisch: Żytkiejmy) verbindet. Bis 1945 war Szittkehmen die nächste Bahnstation. Sie lag an der Bahnstrecke Gumbinnen–Tollmingen–Szittkehmen, die in den 1920er Jahren als „Kaiserbahn“ bis nach Goldap (polnisch: Gołdap) weitergebaut wurde. Die einstige Kreisstadt Goldap war 26 Kilometer entfernt.
Heute läge Budweitschen im Grenzgebiet: Die jetzige Staatsgrenze zwischen Russland/Oblast Kaliningrad und Polen/Woiwodschaft Ermland-Masuren verläuft nur 1 Kilometer südlich der Ortsstelle. Eine Grenzübergangsstelle existiert hier nicht, wohl aber nahe Gołdap.

## Geschichte
Das Gründungsjahr von Budweitschen liegt vor 1557. Es handelte sich um ein sogenanntes „Salzburgerdorf“, das hauptsächlich Salzburger Exulanten eine neue Heimat bot. Nach 1785 erhielt der Ortsname den Zusatz „Kirchspiel Szittkehmen“, um Verwechselungen mit dem ebenfalls im Kreis Goldap gelegenen Budweitschen, Kirchspiel Dubeningken (1938 bis 1945: Kirchspiel Dubeningen) zu vermeiden.
Zwischen 1874 und 1945 war Budweitschen, das aus mehreren kleinen Höfen bestand, in den Amtsbezirk Szittkehmen eingegliedert, der von 1936 bis 1938 „Amtsbezirk Schittkehmen“ und danach „Amtsbezirk Wehrkirchen“ hieß. Er gehörte zum Kreis Goldap im Regierungsbezirk Gumbinnen der preußischen Provinz Ostpreußen.
Im Jahre 1910 waren in Budweitschen 53 Einwohner registriert. Ihre Zahl betrug 1933 und 1939 gleichbleibend 55.
Zwischen 1936 und 1938 änderte sich die Schreibweise des Ortsnamens von Szittkehmen in „Schittkehmen“. Am 3. Juni (offiziell bestätigt am 16. Juli) des Jahres 1938 wurde das Dorf in „Altenwacht“ umbenannt.
In Kriegsfolge kam das Dorf 1945 zur Sowjetunion. Es wurde zunächst noch besiedelt, dann aber aufgegeben. Eine russische Ortsbezeichnung ist nicht bekannt.

## Kirche
Die kirchliche Zugehörigkeit der Bevölkerung Budweitschens resp. Altenwachts richtete sich nach der mehrheitlichen Konfession. Der überwiegende Teil der Einwohner gehörte vor 1945 zur evangelischen Kirche, so dass das Dorf in das Kirchspiel der Kirche Szittkehmen im Kirchenkreis Goldap innerhalb der Kirchenprovinz Ostpreußen der Kirche der Altpreußischen Union eingepfarrt war. Die wenigen Katholiken besuchten die Pfarrkirche in Goldap, die dem Bistum Ermland zugeordnet war.